# 亚诺什·法泽卡什
亚诺什·法泽卡什（羅馬尼亞語：János Fazekas；1926年2月16日—2004年3月6日），是匈牙利族人，罗马尼亚共产党中央政治执行委员会委员，罗马尼亚副总理。1989年罗马尼亚革命后，一直致力于争取和保护匈牙利族等少数民族的平等权利。

## 生平
1926年，出生于罗马尼亚特兰西瓦尼亚地区胡内多阿拉县的卢佩尼市。1938年，在奥多尔黑尤-塞库耶斯克的一个木工店打工。二战期间，参加革命青年运动。1944年，加入罗马尼亚共产主义青年联盟。1945年，入党，从事新闻工作，任东巴·拉斯洛的《自由》杂志的编辑。1946年，任罗马尼亚劳动青年联盟布拉索夫州委组织书记。1947年，任罗马尼亚劳动青年联盟穆列什州委组织书记。
1948年，任罗马尼亚劳动青年联盟中央委员会组织指导员。1949年，为罗马尼亚劳动青年联盟中央委员会委员。1951年，任罗马尼亚劳动青年联盟中央委员会书记。1954年，为罗马尼亚工人党中央委员、中央委员会书记处书记。1955年，访问中国。12月，罗共七大，为党中央委员、中央书记处书记。1960年，罗共八大，仍为党中央委员、中央书记处书记。
1961年，转做政府工作，任罗马尼亚人民共和国食品工业部部长。1965年，在罗马尼亚工人党中央全会，为罗马尼亚工人党中央政治局候补委员。 1965年，罗共九大，为罗共中央政治执行委员会候补委员。8月，任罗马尼亚社会主义共和国部长会议副主席（副总理）。1967年，为罗共中央政治执行委员会委员。
1969年，罗共十大，为罗共中央政治执行委员会委员。1974年，罗共十一大，仍为罗共中央政治执行委员会委员。2月，兼任国内贸易部长。3月，任罗共中央党的组织、国家机关、群众组织和社会团体事务委员会委员。1975年，任罗马尼亚社会主义共和国政府副总理。5月，任政府执行委员会成员。1979年，罗共十二大，仍为罗共中央政治执行委员会委员。1980年，政府改组，任政府副总理兼消费生产合作社中央理事会主席。
1982年，因病免职，赋闲在家。1989年，罗马尼亚革命。1991年，加入罗马尼亚人道主义党（2005年5月改名为保守党）。 2004年，病逝。

## 著作
- 《纪念1848年哈尔吉塔集会125周年的历史研究》（1973年）
- 《民族关系领域里的资产阶级观》（1979年）
- 《罗马尼亚塞凯伊人反抗外国势力的统治和压迫，争取自由和社会正义的斗争》
- 《匈牙利社会进步力量在1877——1878年罗马尼亚独立战争中的作用》
- 《哈布斯堡王朝对特兰西瓦尼亚的压迫：1690年至1847年》
- 《现代历史观借鉴民意吸取经验教训，在国家民族关系中，沙文主义和民族主义是国家和社会进步的障碍》
- 《罗马尼亚民族同各共居民族的团结和友爱——当代罗马尼亚进步的动力》
- 《罗马尼亚共产党-爱国者的团结和友爱，为了社会平等和民族解放一起战斗》（1980年）